# Asomatos (Bezirk Limassol)
Asomatos (griechisch Ασώματος) ist eine Gemeinde im Bezirk Limassol in der Republik Zypern. Bei der Volkszählung im Jahr 2021 hatte sie 895 Einwohner.

## Lage und Umgebung

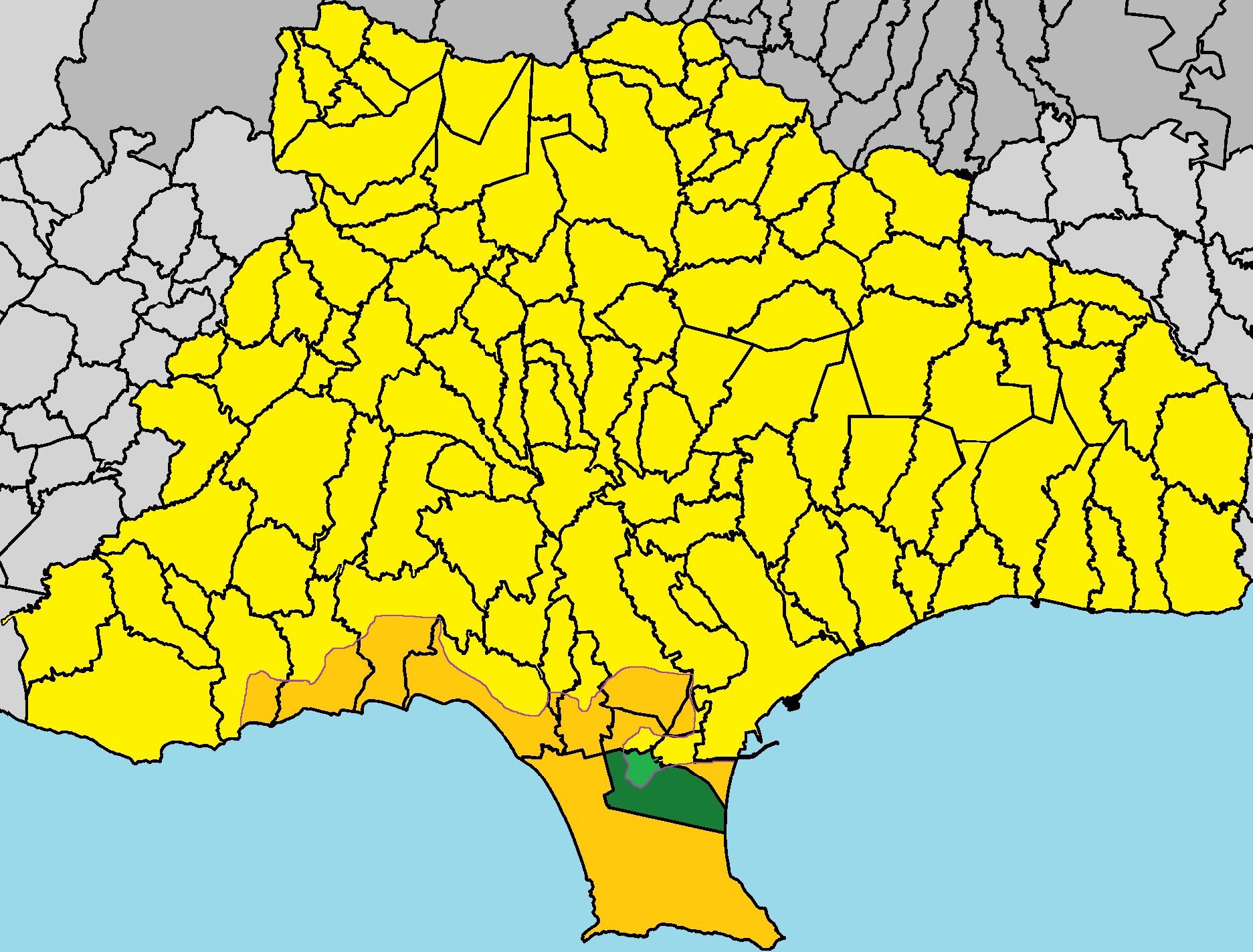
Lage im Bezirk Limassol

Asomatos liegt im Süden der Mittelmeerinsel Zypern auf einer Höhe von etwa 5 Metern, etwa 6 Kilometer vom Zentrum Limassols entfernt. Ein Großteil des Landes der Gemeinde (nicht der Wohnteil) befindet sich innerhalb der britischen Militärbasis Akrotiri. Die Umgebung des Gebiets besteht aus fruchtbaren und ertragreichen Böden. Auf ihnen werden Zitrusfrüchte und Wein angebaut. Das etwa 14 Quadratkilometer große Dorf grenzt im Süden und Westen an Akrotiri, im Norden an Trachoni und im Osten an Tserkezi.

## Geschichte
Asoma wird in alten Schriften nicht erwähnt. Es ist bekannt, dass es Teil der „Großen Komturei“ war, deren Zentrum das Nachbardorf Kolossi war.

### Bevölkerungsentwicklung
| Jahr      | 1881 | 1891 | 1901 | 1911 | 1921 | 1931 | 1946 | 1960 | 1976 | 1982 | 1992 | 2001 | 2011 | 2021 |
| Einwohner | 72   | 97   | 95   | 126  | 114  | 112  | 185  | 340  | 275  | 281  | 277  | 335  | 726  | 895  |